# Эмон Корбейский
Эмо́н Корбе́йский (фр. Aymon de Corbeil, также фр. Haymon de Corbeil, умер 24 мая 957 года) — первый граф Корбея, сеньор Гурне.

## Биография
Норманн по происхождению, сын наставника герцога Нормандии Ричарда I, Осмонда Датчанина (фр. Osmond le Danois), Эмон получил титулы графства Корбей и сеньории Гурне (фр. Seigneurie de Gournay) в 946 году. Причиной получения феода стала его свадьба с Елизаветой Мелёнской (фр. Élisabeth de Melun) из влиятельного дома Ле Риш (фр. Le Riche), приходившейся родственницей Гедвиге Саксонской, жене графа Парижа Гуго Великого. Графство Корбей было специально выделено из графства Парижского в качестве апанажа для Елизаветы.
В 950 году Эмон заложил церковь в Корбее для сохранения мощей первого епископа Байё, святого Эксуперия, ранее хранившихся в городе Балланкур неподалёку. Мощи хранятся в этой церкви, ныне известной как собор Сен-Спир, и по сей день.
23 мая 957 года Эмон скончался по пути в Рим, куда он отправился в паломничество, чтобы почтить гробницы святых апостолов Петра и Павла. Елизавета вернула его тело в Корбей и похоронила в построенной им церкви. Через несколько лет Елизавета вышла замуж за Бушара Вандомского, который таким образом стал вторым графом Корбея.
В XIV веке на гробнице Эмона Корбейского была установлена мраморная эффигия, сохранившаяся до наших дней.

## Брак и дети
В браке с Елизаветой Ле Риш родилось двое детей:
- Тибо (фр. Thibaut) — настоятель аббатства[фр.] в Сен-Мор-де-Фоссе.
- Оберт (фр. Aubert) — отец Жермены де Корбей, унаследовавшей графство по завещанию Бушара Вандомского[1].